# Changai-Gebirge
Das Changai-Gebirge (mongolisch Хангайн нуруу) ist ein Hochgebirge in der zentralen Mongolei. Es hat eine Ausdehnung von rund 500 km in Ost-West-Richtung und bis zu 300 km in Nord-Süd-Richtung.
Es erhebt sich aus dem mongolischen Hochland und fällt nach Nordosten über das Idertal in das weitläufige Tal der Selenge ab. In Richtung Osten und Südosten schließt sich die Wüste Gobi an. Im Süden leiten Hochlandbereiche zum Gobi-Altai über, im Westen solche zum Mongolischen Altai und zum Russischen Altai. Im Nordwesten erhebt sich jenseits des Tals des Tes (Tesiin Gol) das Tannu-ola-Gebirge.
Der höchste Berg des Changai-Gebirges ist der Otgon Tenger Uul mit einer Höhe von 4008 m. Im Gebirge entspringen unter anderem die Flüsse Tschuluut, Dsawchan Gol, Ider, Ongi, Orchon und Tes (Tesiin Gol). Der Changai ist eine relativ wasserreiche Region innerhalb der Mongolei und eines der am dichtesten besiedelten Gebiete des Landes außerhalb der Hauptstadtregion von Ulaanbaatar. Das Changai-Gebirge stellt eines der besten Trekking-Gebiete der Mongolei dar.
Im Tal des Flusses Tolbor, eines Nebenflusses der Selenga, wurden in der Fundstelle Tolbor-16 annähernd 45.000 Jahre alte Steinwerkzeuge entdeckt.